# Rudolph Koenig

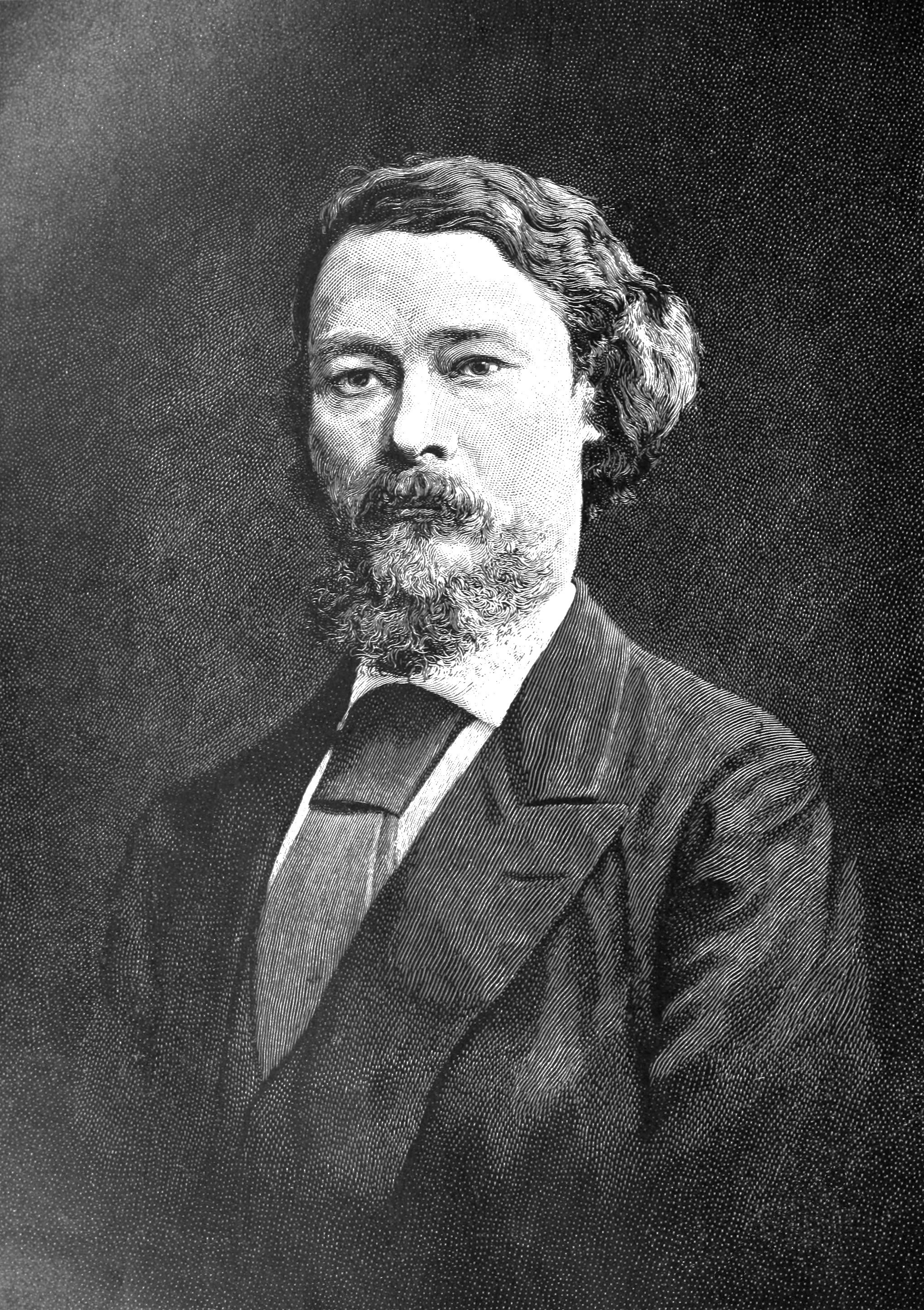
Rudolph Koenig.

Karl Rudolph Koenig, född 26 november 1832 i Königsberg (nuvarande Kaliningrad), död 2 oktober 1901 i Paris, var en tysk-fransk fysiker och instrumentmakare.
Koenig blev filosofie doktor i Königsberg 1868, reste 1851 till Paris, där han tog anställning hos stråkinstrumentmakaren Jean-Baptiste Vuillaume och öppnade egen affär som konstruktör av akustiska instrument 1859. 
Koenig utförde ett stort antal undersökningar inom akustiken, varvid han till stor del använde sig av apparater och metoder, uppfunna av honom själv. Bland hans undersökningar kan nämnas de, som angår svängningar av plattor och membraner (1864), ljudvågors interferens (1872), stöttoner (1890), ljudets klangfärg (1896) samt särskilt angående vokalljudens klangfärg (1872). Hans sista arbete var en undersökning om de högsta hörbara tonerna (1899). Bland de instrument av Koenig, som vann allmän spridning, kan nämnas hans manometriska kapslar, resonatorer och stämgafflar.

## Koenigs manometriska lågor

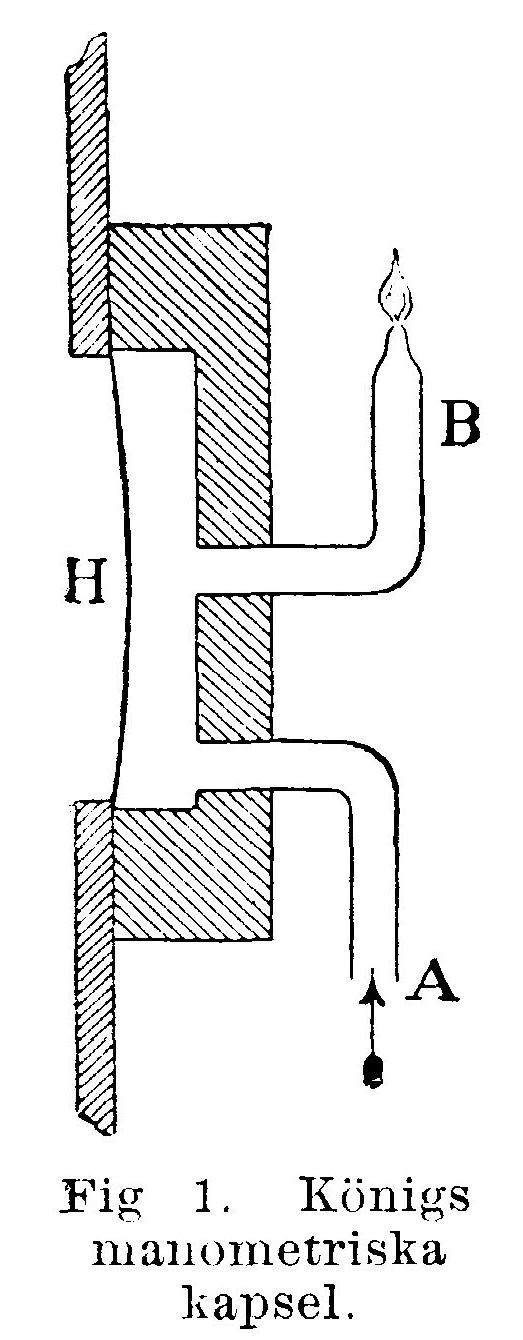

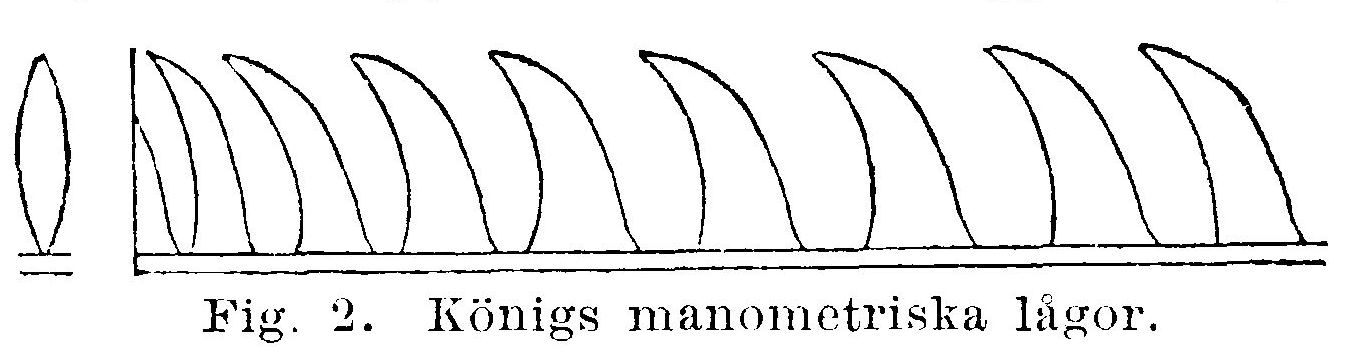

Koenigs manometriska lågor är gaslågor, som växelvis flammar upp och sjunker samman i takt med ljudsvängningar. De erhålls med hjälp av Koenigs manometriska kapslar. En dylik kapsel består av en flat dosa (se figur 1), vars ena sida utgörs av en tunn kautschukhinna H; lysgas inleds vid A och bildar vid B en liten låga. 
För att visa ljudsvängningarna i en orgelpipa inpassas en kapsel så, att kautschukmembranen täcker ett hål i pipans vägg, placerat i närheten av en knutpunkt för de stående vågorna i pipan, eftersom luftens förtätningar och förtunningar är starkast vid en dylik. När luften förtätas, buktas membranen utåt och driver hastigt ut en del gas i lågan, som därför flammar, upp; vid förtunning går det omvänt. Man betraktar lågans bild i en spegel, som roterar kring en vertikal axel. Står lågan stilla, syns den i spegeln utdragen till ett horisontellt ljusband av konstant höjd, men när en ton anblåses i orgelpipan, svänger den upp och ned, och ljusbandet uppdelas i ett antal taggar (se figur 2), av vilka var och en svarar mot ett uppflammande av lågan.